# Tutowicze (przystanek kolejowy)
Tutowicze (ukr. Тутовичі) – przystanek kolejowy przy miejscowościach Czemerne i Dołhe, w rejonie sarneńskim, w obwodzie rówieńskim, na Ukrainie. Położony jest na linii Sarny – Kowel.
Nazwa pochodzi od pobliskiej wsi Tutowicze.
Przystanek istniał przed II wojną światową.